# 6. Festiwal Polskich Filmów Fabularnych w Gdańsku
6. Festiwal Polskich Filmów Fabularnych odbył się w 1979 w Gdańsku.

## Filmy konkursowe
... Cóżeś ty za pani..., reż. Tadeusz Kijański
... Droga daleka przed nami..., reż. Władysław Ślesicki
Aktorzy prowincjonalni, reż. Agnieszka Holland
Amator, reż. Krzysztof Kieślowski
Aria dla atlety, reż. Filip Bajon
Biały mazur, reż. Wanda Jakubowska
Do krwi ostatniej..., reż. Jerzy Hoffman
Elegia, reż. Paweł Komorowski
Gwiazdy poranne, reż. Henryk Bielski
Hotel klasy lux, reż. Ryszard Ber
Klincz, reż. Piotr Andrejew
Kung-fu, reż. Janusz Kijowski
Lekcja martwego języka, reż. Janusz Majewski
Panny z Wilka, reż. Andrzej Wajda
Pełnia, reż. Andrzej Kondratiuk
Roman i Magda, reż. Sylwester Chęciński
Róg Brzeskiej i Capri, reż. Krzysztof Wojciechowski
Sekret Enigmy, reż. Roman Wionczek
Sto koni do stu brzegów, reż. Zbigniew Kuźmiński
Szansa, reż. Feliks Falk
Szpital Przemienienia, reż. Edward Żebrowski
Wysokie loty, reż. Ryszard Filipski
Zmory, reż. Wojciech Marczewski

## Jury
- Jerzy Passendorfer (przewodniczący) – reżyser
- Lesław Bajer – dziennikarz, krytyk
- Włodzimierz Sokorski – literat
- Bolesław Michałek – krytyk
- Jacek Fuksiewicz – krytyk
- Stanisław Różewicz – reżyser
- Michał Misiorny
- Sławomir Idziak – operator
- Jan Świderski – aktor
- Adam Smolana
- Andrzej Mularczyk – literat

## Laureaci
Wielka Nagroda Festiwalu – Złote Lwy Gdańskie: Amator reż. Krzysztof Kieślowski
- Nagroda Specjalna Jury:
  - Jerzy Hoffman Do krwi ostatniej,
  - Andrzej Wajda Panny z Wilka
- Nagrody Główne – Srebrne Lwy Gdańskie:
  - Wojciech Marczewski Zmory,
  - Krzysztof Wojciechowski Róg Brzeskiej i Capri,
  - Edward Żebrowski Szpital Przemienienia

Nagrody Indywidualne – Brązowe Lwy Gdańskie:
- dźwięk: Małgorzata Jaworska Szpital Przemienienia
- montaż: Łucja Ośko Klincz
- muzyka: Andrzej Kurylewicz Lekcja martwego języka
- scenografia: Allan Starski, Maria Osiecka-Kuminek Panny z Wilka
- zdjęcia: Jerzy Zieliński Aria dla atlety
- najlepsza rola żeńska: Halina Łabonarska Aktorzy prowincjonalni
- najlepsza rola męska: Jerzy Stuhr Amator i Szansa
- scenariusz: Feliks Falk Szansa
- najlepszy debiut reżyserski (ex aequo):
  - Filip Bajon Aria dla atlety,
  - Janusz Kijowski Kung-fu.

Nagroda Dziennikarzy: Janusz Kijowski Kung-fu